# Waterwitch (Schiff, 1816)
Waterwitch (Wasserhexe) hieß das erste schwedische Dampfschiff. Es war zugleich das erste Dampfschiff mit einem Propeller. 
Der englische Auswanderer Samuel Owen stattete 1816 in Stockholm ein Schiff mit einer Dampfmaschine und einem vierflügeligen Propeller aus und nannte es Waterwitch („Wasserhexe“). Später wurde der Name des Schiffs mit dem schwedischen Namen Vattentrollet („Wassertroll“) genannt. In der Literatur findet man auch den Namen Stockholmshäxan („Stockholmhexe“). Da Owen nur mäßigen Erfolg mit der Schiffsschraube hatte, rüstete er sein nächstes Schiff Amphitrite wie zu dieser Zeit üblich mit Schaufelrädern aus.